# Brenda Viramontes
Brenda Noemi Viramontes Ávalos (* 24. April 1995 in Guadalajara, Jalisco), in der Regel als Brenda Viramontes bezeichnet und auch unter ihrem Kosenamen Bren bekannt, ist eine ehemalige mexikanische Fußballspielerin, die zu Beginn ihrer Laufbahn als Stürmerin tätig war und später überwiegend im Mittelfeld eingesetzt wurde.

## Leben
Brenda Viramontes begann ihre Laufbahn bei Einführung der Liga MX Femenil bei Chivas Femenil und gewann mit der Mannschaft das Eröffnungsturnier in der Apertura 2017. Mit insgesamt 7 Toren, die sie in der Punktspielrunde erzielte sowie einem weiteren Treffer in der Liguilla hatte sie an diesem Erfolg einen maßgeblichen Anteil. Beim 3:1-Auswärtssieg gegen den Querétaro FC Femenil gelangen ihr alle 3 Treffer. Nach zweieinhalb Jahren bei Chivas Femenil, für die sie turnierübergreifend insgesamt 20 Tore erzielte, wechselte sie zur Clausura 2020 zu den Tigres Femenil, bei denen sie – unter anderem auch bedingt durch den vorzeitigen Saisonabbruch infolge der COVID-19-Pandemie – nur zu zwei Einsätzen in der Punktspielrunde kam.
In der zweiten Jahreshälfte 2020 spielte Viramontes für den Club León Femenil und im kompletten Jahr 2021 war sie für den Querétaro FC Femenil aktiv.

## Erfolge
- Mexikanische Frauenfußballmeisterin: Apertura 2017